# باشگاه فوتبال وودلی تاون
باشگاه فوتبال وودلی تاون (به انگلیسی: Woodley Town Football Club) یک باشگاه فوتبال در شهر وودلی، برکشایر، کشور انگلستان است که در سال ۱۹۰۴ میلادی تأسیس شده‌است.